# Томар
 Тази статия е за града в Португалия.  За общината вижте Томар (община).  
Тома̀р (на португалски: Tomar, произнася се по-близко до Тумар) е град в Португалия, окръг Сантарен. Градът е разположен около бреговете на река Рио Набао. Население около 42 000 жители (2008 г.)